# Luigi Magni
Luigi Magni (ur. 21 marca 1928 w Rzymie, zm. 27 października 2013 tamże) – włoski scenarzysta i reżyser filmowy.

## Filmografia
reżyser
- 1968: Faustyna
- 1974: La Via dei babbuini
- 1984: L'Addio a Enrico Berlinguer
- 1995: Przyjaciel z dzieciństwa
- 2003: La Notte di Pasquino

scenarzysta
- 1956: Tempo di villeggiatura
- 1964: Głos na sprzedaż
- 1971: Za otrzymaną łaskę
- 1995: Przyjaciel z dzieciństwa
- 2003: La Notte di Pasquino

## Nagrody i nominacje
Został dwukrotnie uhonorowany nagrodą David di Donatello.